# Campionati europei di atletica leggera 1934 - Marcia 50 km
La gara della marcia 50 km maschile si è tenuta l'8 settembre 1934.

## Classifica finale
| Pos | Nome                 | Nazione   | Tempo     | Note |
| --- | -------------------- | --------- | --------- | ---- |
| 1   | Jānis Daliņš         | Lettonia  | 4:49:52.6 | CR   |
| 2   | Arthur Tell Schwab   | Svizzera  | 4:53:08.6 |      |
| 3   | Ettore Rivolta       | Italia    | 4:54:05.4 |      |
| 4   | Mario Brignoli       | Italia    | 5:01:52.8 |      |
| 5   | Étienne Laisné       | Francia   | 5:08:40.6 |      |
| 6   | Hjalmar Ruotsalainen | Finlandia | 5:40:12.8 |      |
|     | Fritz Bleiweiß       | Germania  | DNF       |      |
|     | William Schnitt      | Germania  | DNF       |      |